# Migron
 Migron  es una población y comuna francesa, situada en la región de Poitou-Charentes, departamento de Charente Marítimo, en el distrito de Saintes y cantón de Burie.

## Demografía
| 636 | 667 | 750 | 762 | 740 | 637 |
| Para los censos de 1962 a 1999 la población legal corresponde a la población sin duplicidades (Fuente: INSEE [Consultar]) |     |     |     |     |     |